# Station L'Estaque
Station L'Estaque is een spoorwegstation in de Franse gemeente Marseille.